# Цянь (монета)
Цянь — кругла бронзова монета в стародавньому Китаї. Має отвір по центру. Перша згадка про монету датується 947 роком до н. е.